# University of Exeter
University of Exeter er et offentligt forskningsuniversitet i Exeter i Devon i England. Det blev grundlagt og fik sit royal charter i 1955, i forbindelse med sammenlægning af de institutioner som gik forud for universitet; St Luke's College, Exeter School of Science, Exeter School of Art og Camborne School of Mines, der var grundlagt i hhv. 1838, 1855, 1863 og 1888.
Universitetet har fire campus; Streatham og St Luke's (der begge ligger i Exeter); og Truro og Penryn (der begge ligger i Cornwall). Den primære lokation er Exeter, hvor det er den vigtigste videregående uddannelsesinstitution i byen. Streatham er det største campus, og det indeholder også universitetets administrationsbygninger Penryn-campus bliver drevet sammen med Falmouth University under Combined Universities in Cornwall (CUC) initiativet. Exeter Streatham Campus Library har over 1,2 millioner fysiske enheder, inklusive historiske journalerog særlige samlinger. Uddannelsesinstitutionen havde en indkomst på £415,5 mio. i 2017-18, hvoraf £76,1 mio. var fra forskningslegater og kontrakter, og de havde udgifter for £414,2 mio.
Exeter Universitet er medlem af Russell Group for forskningsintensive universiteter i Storbritannien, og er også medlem af Universities UK, European University Association, Association of Commonwealth Universities og er akkrediteret institution i Association of MBAs (AMBA).